# Richard Rado
Richard Rado (ur. 28 kwietnia 1906 w Berlinie, zm. 23 grudnia 1989 w Reading) – niemiecki matematyk pochodzenia żydowskiego, który zajmował się głównie kombinatoryką i teorią grafów.

## Życiorys
Uzyskał podwójny doktorat: na Uniwersytecie w Berlinie (1933) pod kierunkiem I. Schura oraz na University of Cambridge (1935) pod kierunkiem G. H. Hardy'ego. Współautor twierdzenia Erdősa-Rado oraz twierdzenia Erdősa-Ko-Rado.